# Ostpolitik

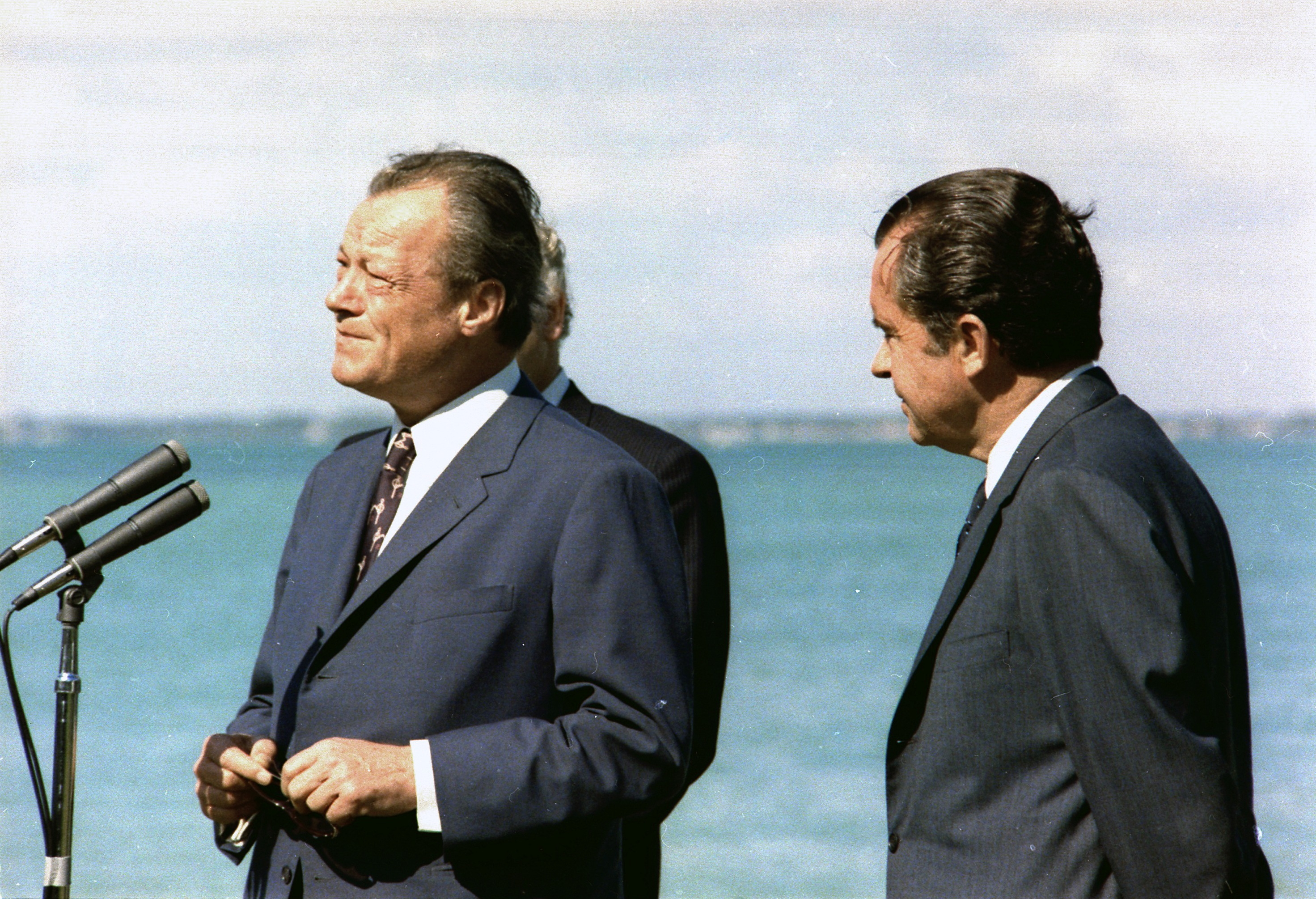
Willy Brandt com Richard Nixon

Ostpolitik (na língua alemã significa Política do leste) é um termo usado para descrever os esforços realizados por Willy Brandt, Ministro dos Negócios Estrangeiros e Chanceler da República Federal da Alemanha para normalizar as relações com as nações da Europa de Leste, incluindo a República Democrática Alemã. A origem do termo refere-se à decisão da Alemanha de focalizar interesses no leste europeu e não somente no oeste, como tinha feito até aí Konrad Adenauer, o primeiro chanceler da República Federal da Alemanha.
Entre os elementos principais da Ostpolitik destacam-se o abandono da Doutrina Hallstein e o reconhecimento da linha Oder-Neisse como fronteira entre a Polónia e a Alemanha Oriental. Também se estreitaram relações comerciais com a Europa de Leste e a União Soviética.
As negociações entre Brandt e o chanceler da Alemanha Oriental, Willi Stoph, começaram rapidamente. No entanto não foi possível chegar a um acordo formal já que Brandt não estava disposto a reconhecer a parte oriental como estado soberano. Em 1970, a Alemanha Ocidental e a União Soviética assinaram o Tratado de Moscovo e pouco tempo depois chegaram os acordos com a Polónia e com outros países do chamado bloco soviético.
O acordo mais controverso foi o chamado Acordo Básico, assinado em 1972, segundo o qual a RFA e a RDA reconheciam-se mutuamente como estados. Isto foi duramente criticado pelos conservadores que afirmaram que este reconhecimento levaria à divisão permanente da Alemanha, como de facto aconteceu até 1989.

## Ostpolitik do Vaticano
Também se costuma falar de uma Ostpolitik da Santa Sé, desenvolvida durante os pontificados de João XXIII e Paulo VI, impulsionada pelo Cardeal Agostino Casaroli.
A ostpolitik do Vaticano recebeu o seu grande impulso com a publicação da encíclica Pacem in Terris, em 1963, pelo Papa João XXIII. Pela primeira vez, esta encíclica defende que a paz só pode ser alcançada através da colaboração de todas as "pessoas de boa vontade", incluindo aquelas que defendem "ideologias erradas" (como o comunismo). Devido a este apelo à colaboração e à solidariedade, ela acabou por incitar a Igreja Católica a começar a negociação com os governos comunistas, para que estes possam garantir o bem-estar dos seus cidadãos e habitantes católicos.
Esta política diplomática (a ostpolitik) foi continuada pelo Papa Paulo VI, apesar de a Igreja ainda continuar a condenar o comunismo como uma ideologia errada e maléfica. Devido a esta política de aproximação, a vida dos católicos na Polónia, na Hungria e na Roménia (que eram, na altura, países-satélite da União Soviética) melhorou.